# عبدالله دوامی
عبدالله خان دوامی (۱۲۷۰ روستای طاد، تفرش – ۲۰ دی ۱۳۵۹) از استادان و ردیف‌دانان موسیقی اصیل ایرانی بود.

## زندگی
دوامی در ۱۲۷۰ در روستای طاد از توابع تفرش به دنیا آمد. پدرش ابوالقاسم‌خان دوامی از خرده مالکین آن منطقه بود. عبدالله در ۸ سالگی به تهران مهاجرت کرد. در نوجوانی به شاگردی علی‌خان نایب‌السلطنه درآمد و ردیف آوازی راست‌پنجگاه را از او فراگرفت. بعدها نزد استادان دیگری نظیر میرزا عبدالله، آقاحسینقلی، درویش‌خان و حسین‌خان اسماعیل‌زاده نیز تعلیم دید.
در آن زمان مدرسه ای شبانه برای موسیقی به ریاست رکن الدین خان مختاری تأسیس می‌شود و از عبدالله دوامی، ابوالحسن صبا و علی اکبر خان شهنازی (پسر میرزا حسینقلی) دعوت به عمل می‌آید تا در سه مرحله ابتدایی، متوسطه و عالی تدریس کنند. در زمان انقلاب مشروطه عبدالله دوامی به همراه شماری از هنرمندان بنام موسیقی سنتی ایران همچون درویش خان به منظور ضبط صفحات موسیقی به خارج از کشور سفر کردند که حاصل آن چند مجموعه از تصانیف و رنگ‌های موسیقی ایرانی بود.
شغل اصلی دوامی مربوط به موسیقی نبود؛ او ۷ سال در ادارهٔ پست مشغول بود و پس از آن در وزارت دارایی کار می‌کرد تا زمانی که بازنشسته شد.

## سبک و تأثیر هنری
به گفته روح‌الله خالقی وی استاد برگزیده نواهای ضربی و تصنیف بوده‌است. از میان شاگردانی که موسیقی را ارائه کردند می‌توان از محمود کریمی، فرامرز پایور، محمدرضا شجریان، محمدرضا لطفی، حسین علیزاده، شهرام ناظری و همچنین داریوش طلایی نوازنده تار و سه تار در آموختن ردیفهای آوازی، رامبد صدیف، اکبر گلپایگانی، پریسا، فاخره صبا، نصرالله ناصح‌پور، رضوی سروستانی، مجید کیانی، نام برد.
تحریرهای چکشی، غلت، آکسان، ملودی پردازی زیبای گوشه‌ها و تلفیق موسیقی‌سازی و آوازی برخی از ویژگی‌های آوازی اوست.

## ضبط موسیقی
عبدالله دوامی همراه با ابوالحسن اقبال‌آذر، درویش خان، سید حسین طاهرزاده و باقرخان رامشگر برای ضبط موسیقی اصیل ایرانی روی صفحهُ گرامافون در سال ۱۲۹۳ به تفلیس سفر کردند. با این حال به دلیل رخ دادن جنگ جهانی اول نسخه‌های زیادی از این صفحه‌ها به ایران نرسید. پس از آن دوامی تا مدت‌ها آثارش را ضبط نکرد، و تنها به‌طور خصوصی ردیف موسیقی خودش را برای شاگردانش ضبط می‌کرد. ردیف آوازی دوامی بعداً به‌طور کامل توسط فرامرز پایور جمع‌آوری و منتشر شد.